# Šiauliai Arena
Šiauliai Arena es un pabellón cubierto para la práctica de deportes y entretenimiento ubicado en la ciudad de Šiauliai, Lituania. El pabellón es local para el equipo de baloncesto BC Šiauliai. Su capacidad es alrededor de 5700 personas para los partidos de baloncesto y 7400 personas para el concierto. Fue el pabellón donde se jugaron los partidos del Grupo C del EuroBasket 2011.

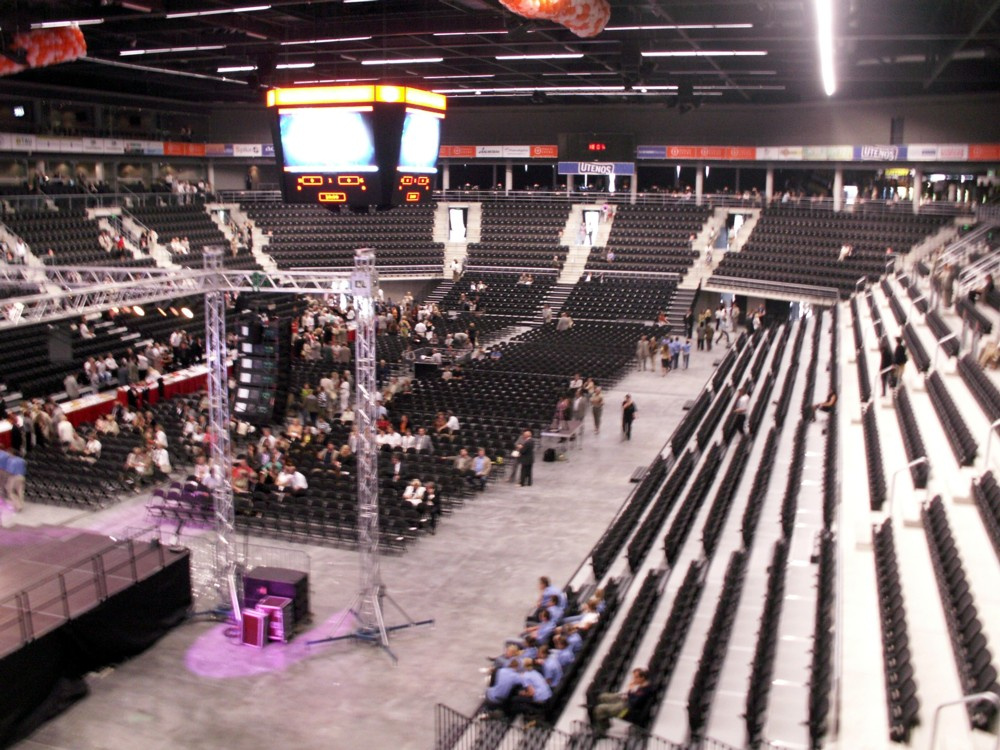
Šiauliai Arena por dentro.
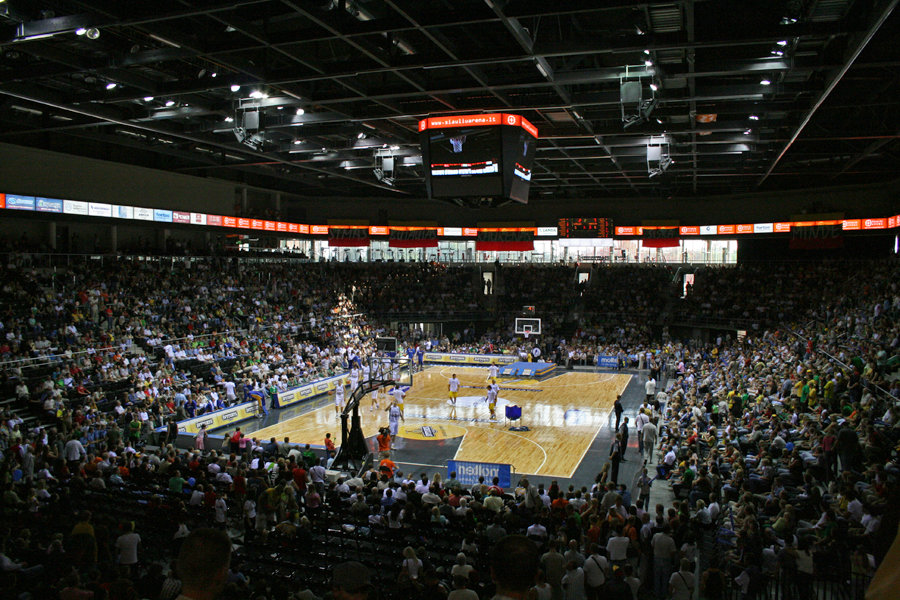
Partido de baloncesto en el pabellón.

## Enlaces
- Web oficial

- Datos: Q391521
- Multimedia: Šiauliai Arena / Q391521